# Tomaž Mavrič
Tomaž Mavrič C.M. (Buenos Aires, 9 de maio de 1959) é sacerdote católico argentino. É o atual superior geral da Congregação da Missão e das Filhas da Caridade de São Vicente de Paulo.

## Biografia
Nasceu em Buenos Aires, Argentina, filho de Leopoldina e de Joze Mavrič, ambos eslovenos, nascidos em 1932. Deixaram o país de origem, que era parte da antiga Iugoslávia, em maio de 1945, quando o Partido Comunista ascendeu ao poder, fugindo para a Áustria e depois, em 1948, para a Argentina. Casaram-se em 1957 e tiveram cinco filhos, duas mulheres e três homens. Joze Mavrič faleceu em 1989, enquanto que Leopoldina mora atualmente em San Carlos de Bariloche, ao sul do país. Dois irmãos ainda moram na Argentina, uma irmã nos Estados Unidos e um irmão no Brasil.
Fez os ensinos primário e secundário em Buenos Aires, sendo que os últimos três anos do primeiro e todo o segundo fez no Colégio Maria Reina, fundado e dirigido por vicentinos eslovenos em Remedios de Escalada, província de Buenos Aires. Durante esse tempo, permaneceu no internato próximo à escola também mantido pelos vicentinos.
Terminado o colegial, Tomaž entrou para a Congregação da Missão na Eslovênia. Fez o seminário interno em Belgrado, Sérvia, e, a partir de 1977, inciou seus estudos superiores de Filosofia em Liubliana, onde também cursou Teologia. Fez os votos perpétuos na Congregação da Missão em 8 de abril de 1982 e foi ordenado sacerdote em 29 de junho de 1983 em Liubliana. Logo após sua ordenação, foi enviado para Toronto, no Canadá, onde desempenhou a função de vigário até 1994.
Depois, trabalhou durante três anos na Eslovênia, em missões, na orientação de retiros e na animação vocacional. Nessa época, foi convidado pelo padre Robert Maloney, CM, então superior-geral da Congregação da Missão, para as missões internacionais. Ligou-se então à formação, partindo para Dublin, Irlanda, e para Banska Bystrica, na Eslováquia, e, entre 2004 e 2007, orientou o noviciado em Kiev, na Ucrânia. Em 2009, foi eleito vice-visitador da Província dos Santos Cirilo e Metódio, fundada em 2001, que engloba Bielorrússia, Ucrânia e Rússia.
Em 5 de julho de 2016, durante a 42.ª Assembleia Geral da Congregação da Missão, realizada em Chicago, nos Estados Unidos, Mavrič foi eleito o 25.º Superior Geral, em substituição ao padre Gregory Gay, CM.